# 가스프롬
가스프롬(러시아어: Газпром, 영어: Gazprom, 문화어: 가즈쁘롬)은 러시아 상트페테르부르크에 있는 라흐타 센터에 본사를 두고 있는 반(半) 국영 다국적 에너지 기업이다. 2019년 기준으로 매출액이 1,200억 달러를 넘는 이 회사는 세계에서 가장 큰 상장 천연가스 회사이자 매출액 기준으로 러시아에서 가장 큰 회사로 자리 잡고 있다. 2019 포브스 글로벌 2000에서 가즈프롬은 세계에서 40번째로 큰 기업으로 선정되었다.
이 회사는 주로 연방국유재산관리청과 로스네프테가스를 거쳐 러시아 연방 정부가 소유하며, 나머지 주식은 공개 거래된다. 가스프롬은 모스크바 증권거래소와 런던 증권거래소 등에 상장을 갖고 있으며, 2019년 9월 현재 시가총액은 805억 6000만 달러다.
수직적 통합 방식의 경영을 채택하여 탐사 및 생산, 정제, 운송, 유통 및 마케팅, 발전 등 가스산업 전 분야에서 활약하고 있다. 2018년 가스프롬은 전세계 천연 가스 생산량의 12%를 생산하여 4,976억 입방미터의 천연 및 관련 가스와 1590만 톤의 가스 콘덴세이트를 생산하였다. 가스프롬은 이후 진행된 노드 스트림, 투르크 스트림 등 소유한 파이프라인을 러시아 전역과 해외에 건설하여 가스를 수출한다. 같은 해 가스프롬은 35조 1000억 입방미터, 가스콘덴세이트 16억t의 매장량을 입증했다. 가즈프롬은 자회사 가스프롬네프트를 통해 대형 석유 생산업체로 매장량이 20억 t에 이르는 약 4100만 t의 석유를 생산하고 있다.
이 회사는 또한 금융, 미디어, 항공 등 산업 분야에 자회사를 두고 있으며, 기타 기업의 지분을 다수 보유하고 있다.

## 연혁
가스프롬은 1989년 소련 가스공업부가 법인으로 전환되면서 탄생해 소련 최초의 국영 기업체가 됐다. 소련의 해체 후, 가스프롬은 러시아에 기반을 둔 자산을 유지하면서 주식회사로 전환되며, 민영화 되었다. 당시 가스프롬은 세금과 국가 규제를 회피하고 자산 박탈(Asset stripping)에 나섰다. 이후 2000년대 초반 다시 정부 통제에 복귀했고, 이후 러시아 정부의 외교적 노력과 기름값 책정, 송유관 출입 등에 관여하고 있다.

## 매장량
2015년 가스프롬의 천연가스 매장량은 23조 705억 입방미터(837조 1000억 입방피트)로 세계 매장량의 18.4%를 차지했던 2011년보다 3.8% 증가했다.
2008년에 PRMS에서 발표한 신뢰성 있는 자료에 의하면 세계천연가스 매장량의 약 17%인 21.03조 세제곱미터의 천연가스가 매장되어 있다고 한다. 1,278백만톤의 원유와, 7,298억톤의 gas condensate가 매장되어있다. 천연가스가 우랄 지역에서 73.2% 매장량을 보유하고 있으며 북극 대륙붕에서 14.3%, 남부연방구역에서 7.8%, 볼가구역에서 2.3%, 시베리아 구역에서 1.2%, 기타지역에 1.2%가 매장되어 있다고 한다.
| 년도                             | 2004  | 2005  | 2006  | 2007  | 2008  |
| -------------------------------- | ----- | ----- | ----- | ----- | ----- |
| 천연가스 생산량 (단위:십억m3)    | 552.5 | 555.0 | 556.0 | 548.6 | 549.7 |
| 원유 생산량 (단위:백 만톤)       | 0.9   | 9.5   | 34.0  | 34.0  | 32.0  |
| 천연가스 추정 매장량 (단위:조m3) | 20.90 | 20.66 | 20.73 | 20.82 | 21.03 |

출처: Gazprom in figures 2004-2008.

## 개발 영역
거의 대부분의 가스프롬 기본사 업이 감소 추세이다. 그러나 이 감소량은 새로운 가스 영역 발굴과 자원 활용 효용의 증가로 상쇄되고 있다. 미래에 회사의 주요 가스 생산 영역이 될, 주요 개발 사업 한가지는 야말 반도에 위치하고 있다. 이 지역에서 약 10조 입방미터의 천연가스, 5억톤의 기름과 가스 매장량이 있을 것으로 추측하고 있다.

## 그 외 사업
가스프롬은 가스, 석유 사업 이외에도 은행 사업인 가스프롬 뱅크를, 항공 사업인 가스프롬 AVIA, 방송 사업인 가스프롬 미디어를 통해 NTV에도 진출해 있는 거대 기업이다. 2005년부터는 러시아 축구팀 FC 제니트 상트페테르부르크를 인수하면서 스포츠 분야에도 영향력을 끼치고있다.

## 같이 보기
- FC 제니트 상트페테르부르크